# Я та Великий брат
«Я та Великий Брат» — короткометражний фільм 1999 року, який пародіює роман Джорджа Орвелла 1949 року «1984», підкреслюючи той факт, що Старший брат спостерігає за всіма, навіть за тими, кого він би не хотів.

## Сюжет
Створений Меттом Ніксом, цей короткометражний фільм розповідає про життя безтурботного Громадянина 43275-B (грає Майкл Нотон), який попри гнітючий тоталітарний режим і діяльність поліції думок залишається оптимістом. Він робить усе, аби повернутися додому й розповісти Старшому Братові (у виконанні Дена Керна) з роману 1984 про його робочий день.
Приблизно так само, як діє уявний друг, «Старший Брат» ніколи не реагує, поки йому нарешті не набрид Громадянин 43275-В. Після цього він заявив, що йому не подобається, коли його називають Старшим Братом (дослівно — «Великим хлопцем») — але це втручання сталося через погіршення ситуації в який опиняється Старший Брат. Утім, громадянин 43275-B з ентузіазмом обіймає телеекран і продовжує його втішати з допомогою різних ігрових моментів: гри у ляльки, лякалок, гри у схованки, одностороннього бою подушками та сипле жарти.
Оскільки це ще більше розчаровує його, Великий Брат нарешті оголошує справжню природу себе та суспільства, говорячи 43275-B:
|  | Дозвольте мені тут щось пояснити. "Великий брат" - це ім'я, яке ми використовуємо, щоб припустити всезнаючу тоталітарну присутність. Його не слід сприймати буквально! Я твій гнобитель, а не твій друг! |

Врешті-решт, Старший Брат із відразою та розчаруванням вимикає телеекран. Через кілька хвилин Громадянин 43275-B розуміє, що телеекран не вмикається. Потім він отримує зошит, ручку та окуляри для читання, і починає писати власний путівник до революції. Поява в перших сценах книжкового тому під назвою «Ручне промивання мізків» на книжковій полиці 43275-Б, як посилання на «Промивання мізків», а також той факт, що у нього вже є свій щоденник, це підтверджується, що його поведінка була навмисною.

## Схожість з іншими історіями

### 1984
Крім однойменного телефільму та персонажу Старшого Брата на роман 1984, є ще деякі посилання. 43275-B отримує шоколадні пайки, домофон говорить, що раціон борошна знизили на 9 % (як у книзі сказано, що раціон був знижений), двоє співробітників поліції думок заарештували сусіда 43275-B, гучномовець оголошує про страти 30 політв'язнів і 43275-B веде журнал, як це робить Вінстон Сміт.

### Ми
Ми, сатиричний роман Євгена Замятіна, який надихнув «Дев'ятнадцять вісімдесят чотири». Герой «D-503» істинно вірить у чесноту його цілком упорядкованої, тоталітарної держави. Значна частина комічного напруження походить від жаху D-503 перед його власним бажанням зруйнувати порядок «ідеального» суспільства, який є єдиним світом, який він коли-небудь знав.

## Актори
- Майк Нотон — громадянин 43275-B
- Ден Кеон — Старший Брат
- Джеймс Якобус — штурмовик № 1
- Стерлінг Вулф — штурмовик № 2
- Том Уітлі — сусід
- Есме Нікс — голос

## Домашні ЗМІ
«Я та Великий Брат» були включені до безкоштовного DVD-диска, що надійшов передплатникам із випуском числа № 4 про фільми «Total Movie», обкладинка від квітня 2001 року. Він містив поточний коментар від Меттом Ніксом.